# 楊難敵
楊難敵（?—334年），氐人，為4世紀仇池首領之一。
楊難敵是仇池首領楊茂搜之長子。317年楊茂搜死，難敵與弟堅頭分領部曲，難敵號左賢王，屯下辨，堅頭號右賢王，屯河池。
322年，前趙主劉曜親自領軍攻楊難敵，難敵迎戰不勝，退保仇池。仇池諸氐、羌等皆歸降劉曜。劉曜進攻仇池，因為軍中大疫欲退兵，遣人遊說難敵，於是難敵遣使向前趙稱藩。劉曜以楊難敵為假黃鉞、都督益、寧、南秦、涼、梁、巴六州、隴上、西域諸軍事、上大將軍、益、寧、南秦三州牧、武都王。
同年秦州刺史陳安自立為涼王，次年被前趙擊敗，安被殺，楊難敵大懼，與弟楊堅頭南奔漢中，向成漢請降。前趙軍撤退後，楊難敵到武都據險自守，不再聽命成漢。成漢分二路進兵討伐楊難敵，一路被他阻擋不得進，另一路大敗。325年，楊難敵從前趙手上收復仇池。
东晋咸和九年（334年）楊難敵死，子楊毅立。
| 前任： 楊茂搜 | 仇池首領 317年—334年 | 繼任： 楊毅 |